# Смарагдовий рогодзьоб
Смарагдовий рогодзьоб (Calyptomena) — рід горобцеподібних птахів родини смарагдорогодзьобових (Calyptomenidae). Включає 3 види.

## Поширення
Рід поширений в Південно-Східній Азії. Два види є ендеміками Калімантану, а рогодзьоб смарагдовий поширений також на Суматрі та материковій Малайзії.

## Опис
Птахи завдовжки до 20 см. Приземкуваті та округлі на вигляд птахи з коротким квадратним хвостом. В оперенні переважають відтінки яскраво-зеленого кольору (в C. hosii є також синій колір на грудях і череві). Дзьоб короткий, ледь помітний під густим пучком пір'я.

## Спосіб життя
Живуть у тропічних дощових лісах. Живляться фруктами і ягодами, зрідка комахами та їхніми личинками.

## Види
- Рогодзьоб синьочеревий (Calyptomena hosii)
- Рогодзьоб смарагдовий (Calyptomena viridis)
- Рогодзьоб чорногорлий (Calyptomena whiteheadi)